# Оксалат лютеция
Оксалат лютеция — неорганическое соединение, 
соль лютеция и щавелевой кислоты 
с формулой Lu2(C2O4)3,
бесцветные (белые) кристаллы,
не растворяется в воде,
образует кристаллогидраты.

## Получение
- Обменной реакцией с растворимыми оксалатами:

{\displaystyle {\mathsf {2LuCl_{3}+3Na_{2}C_{2}O_{4}\ {\xrightarrow {}}\ Lu_{2}(C_{2}O_{4})_{3}\downarrow +6NaCl}}}

## Физические свойства
Оксалат лютеция образует бесцветные (белые) кристаллы.
Не растворяется в воде, р ПР = 27.
Образует кристаллогидраты состава Lu2(C2O4)3•n H2O, где n = 4, 6 и 10.

## Химические свойства
- Разлагается при нагревании:

{\displaystyle {\mathsf {Lu_{2}(C_{2}O_{4})_{3}\ {\xrightarrow {800^{o}C}}\ Lu_{2}O_{3}+3CO+3CO_{2}}}}

## Применение
- Промежуточное соединение в производстве и очистке лютеция.